# Deseo (película de 2013)
Deseo  es una película mexicana del año 2013 dirigida por Antonio Zavala Kugler. 

## Sinopsis
Francisco es un marinero que viaja a visitar a su hermana, pero en su trayecto tiene un encuentro casual con una prostituta adolescente que es perseguida por unos hombres. Posteriormente muestra el día a día de los personajes como la señora, la actriz y otros que en trayecto de la historia ambas vidas son cruzadas por diferentes sucesos dándonos unos agradables momentos pasando por varias clases sociales para finalmente darnos un final feliz para un protagonista y triste para otro, esta mezcla de sucesos inesperados como resultado te mantendrán atento y en su final un amargo final irónico.
Según el director, Deseo está basada en Reigen, una obra de teatro del austriaco Arthur Schnitzler.

## Reparto
- Christian Bach como La Señora
- Ari Borovoy como El Muchacho
- Pedro Damián como El Marido
- Paulina Gaitán como La Niña
- Edith González como La Actriz
- Lila Downs como La Cantante
- Paola Nuñez como La Jovencita
- Gerardo Taracena como El Marinero
- Leonor Varela como La Muchacha
- Geraldine Zinat como la Chica del club[2]